# Фрідріх Рульф
Фрідріх Рульф (нім. Friedrich Rulf; 1820, Прага — 1900) — правник, доктор права, професор, ректор Львівського університету в 1862—1863 і 1868—1869 роках.

## Життєпис
Народився 1820 року в Празі, де здобув юридичну освіту та ступінь доктора права (1845). Від 1850 року був професором Академії права у Пресбурзі (нині — Братислава, Словаччина). До Львівського університету призначений 27 червня 1858 року. У Львові викладав політичне право, був одним із провідних тогочасних спеціалістів з кримінального права та процесу. Серед наукових праць Фрідріха Рульфа — «Австрійський кримінальний процес і судова практика касаційного суду» («Der Osterreichische Strafprocess: Unter Berucksichtigung Der Rechtsprechung Der Cassationshofes», 1888).
Не сприймав полонізації Львівського університету. У 1860-х рр. він брав активну участь у дискусії щодо мови викладання в ньому. Своє прагнення залишити німецьку мову основною мовою викладання на юридичному факультеті він обґрунтовував тим, що, на відміну від неї, польською та українською мовами немає належної кількості наукової та навчально-методичної літератури для викладання і навчання студентів.
У 1891 році Фрідріх Рульф завершив викладацьку кар'єру у Львівському університеті і отримав почесне звання радника двору.